# Бакашова, Жылдыз Кемеловна
Жылдыз Кемеловна Бакашова (кирг. Жылдыз Кемеловна Бакашова; род. 29 апреля 1960, Пржевальск) — киргизский государственный и политический деятель. Заместитель председателя Кабинета Министров Киргизской Республики с 5 мая по 13 октября 2021 года. Заслуженный деятель культуры Киргизской Республики (2018).

## Биография
Жылдыз Бакашова родилась 26 апреля 1960 года в Пржевальске (ныне Каракол).
В 1982 году окончила факультет журналистики Киргизского национального университета (КГНУ), в 1988 году — аспирантуру.
Советник государственной службы Киргизской Республики I класса (июнь 2005).
Владеет киргизским, русским; турецким и английским (на базовом уровне) языками.

### Трудовая деятельность
В 1984 году начала работать преподавателем кафедры телерадиожурналистики КГНУ. В 1992—2000 годах являлась экспертом Комитета по международным и межпарламентским связям Жогорку Кенеша, советником торага Собрания народных представителей ЖК на общественных началах. С 1999 по 2003 год работала заведующей кафедрой телерадиожурналистики, затем деканом факультета журналистики КГНУ.
В 2003 году назначена проректором Дипломатической академии министерства иностранных дел. В мае-июле 2005 года — эксперт секретариата Комиссии по государственным наградам администрации президента КР.
В июле 2005 года на конкурсной основе была назначена директором Общественного фонда Академии высшего образования ТеаснЕХ проекта ЮСАИД и по совместительству экспертом проекта «Индустриальное усиление и построение возможностей для устойчивого развития ООН в Кыргызстане». В ноябре 2005 года назначена директором Национальной библиотеки Кыргызстана.
14 июня 2016 года избрана председателем наблюдательного совета КТРК.
В мае 2021 года стала заместителем председателя Кабинета министров Киргизской Республики. В октябре была освобождена от должности.

## Награды
- Почётная грамота Киргизской Республики (30 ноября 2009 года) — за заслуги в развитии библиотечной системы республики[7].
- Медаль Пушкина (10 апреля 2017 года, Россия) — за большой вклад в развитие российско-киргизского научного и гуманитарного сотрудничества[8].
- Кавалер ордена Искусств и литературы (2018 год, Франция)[9].
- Заслуженный деятель культуры Киргизской Республики (29 августа 2018 года) — за существенный вклад в развитие социально-экономического, интеллектуального и духовного потенциала Кыргызской Республики, большие достижения в профессиональной деятельности, а также в честь Дня независимости Кыргызской Республики[10].
- Почётный знак «За заслуги в развитии культуры и искусства» (19 мая 2016 года, Межпарламентская ассамблея СНГ) — за значительный вклад в формирование и развитие общего культурного пространства государств — участников Содружества Независимых Государств, в реализацию идей сотрудничества в сфере культуры и искусства[11].